# Ruines Humaines
Ruines Humaines è un'extended play della band black metal Amesoeurs. L'EP è stato pubblicato nell'ottobre 2006 da parte della Northern Silence Productions.

## Tracce
1. Bonheur Amputé - 04.33
2. Ruines Humaines - 06.28
3. Faiblesse des Sens - 05.02

## Formazione
1. Audrey Sylvain – voce
2. Neige – voce, chitarra, basso e batteria